# Csabrendek
Csabrendek je městys v Maďarsku v župě Veszprém, spadající pod okres Sümeg. Město se nachází asi 2 km severovýchodně od Sümegu, 16 km jihozápadně od Devecseru a 17 km jihovýchodně od Jánosházy. V roce 2015 zde žilo 3048 obyvatel, z nichž 85,9 % tvoří Maďaři.
Kromě hlavní části k Csabrendeku připadají ještě části Csabpuszta, Darvastó, Kistárkánypuszta, Nagytárkánypuszta, Nyírepuszta, Öreghegy a Újrendek.
Csabrendek leží na silnici 7324. Je přímo silničně spojen s vesnicemi Gyepükaján, Szentimrefalva a Zalagyömörő a městem Sümeg. U Csabrendeku pramení několik malých, nepojmenovaných potůčků, které se vlévají do potoka Meleg. Ten se poté vlévá do řeky Marcal.
V Csabrendeku se nacházejí tři zámky, které se nazývají Bogyay-kúria, Fekete-kastély a Hátzky-kúria. Nachází se zde též katolický kostel Szent Lőrinc-templom. Je zde i škola, čtyři restaurace, obchod, tři fotbalová hřiště a hřbitov.
Poblíže Csabrendeku je kopec Rendeki-hegy, který má výšku 374 m.